# Glavočike jezičnjače
Glavočike jezičnjače (jezičastocvjetne glavočike, radičevke, jezičnjače, lat. Cichorioideae), potporodica glavočika koja je nekada sama činila samostalnu porodicu Cichoriaceae Juss.. Osnovna karakteristika im je što su im svi cvjetovi u glavici jezičasti.
Potporodica je opisana u Flore Générale des Environs de Paris 2: 531. 1828. Nekada su činile posebnu porodicu Cichoriaceae (radičevke).

## Klasifikacija
1. tribus Cichorieae Lam. & DC.
  1. Acanthocephalus Kar. & Kir.
  2. Agoseris Raf.
  3. Andryala L.
  4. Anisocoma Torr. & A. Gray
  5. Aposeris Neck. ex Cass.
  6. Arnoseris Gaertn.
  7. Atrichoseris A. Gray
  8. Avellara Blanca & C. Diaz
  9. Calycoseris A. Gray
  10. Catananche L.
  11. Cephalorrhynchus Boiss.
  12. Chaetadelpha A. Gray ex S. Watson
  13. Chaetoseris C. Shih
  14. Chondrilla L.
  15. Cicerbita Wallr.
  16. Cichorium L.
  17. Crepidiastrum Nakai
  18. Crepis L.
  19. Dendroseris D. Don
  20. Dubyaea DC.
  21. Embergeria Boulos
  22. Epilasia (Bunge) Benth.
  23. Erythroseris N. Kilian & Gemeinholzer
  24. Faberia Hemsl.
  25. Garhadiolus Jaub. & Spach
  26. Geropogon L.
  27. Glyptopleura Eaton
  28. Gundelia L.
  29. Hedypnois Mill.
  30. Helminthotheca Vaill. ex Zinn
  31. Heteracia Fisch. & C.A. Mey.
  32. Heteroderis (Bunge) Boiss.
  33. Hieracium L.
  34. Hispidella Barnadez ex Lam.
  35. Hololeion Kitam.
  36. Hymenonema Cass.
  37. Hyoseris L.
  38. Hypochaeris L.
  39. Ixeridium (A. Gray) Tzvelev
  40. Ixeris (Cass.) Cass.
  41. Kirkianella Allan
  42. Koelpinia Pall.
  43. Krigia Schreb.
  44. Lactuca L.
  45. Lapsana L.
  46. Lapsanastrum J.K. Pak & K. Bremer
  47. Launaea Cass.
  48. Leontodon L.
  49. Lygodesmia D. Don
  50. Malacothrix DC.
  51. Marshalljohnstonia Henr.
  52. Microseris D. Don
  53. Mulgedium Cass.
  54. Munzothamnus Raven
  55. Mycelis Cass.
  56. Nabalus Cass.
  57. Nothocalais Greene
  58. Notoseris C. Shih
  59. Paraixeris Nakai
  60. Paraprenanthes C.C. Chang ex C. Shih
  61. Phalacroseris A. Gray
  62. Picris L.
  63. Picrosia D. Don
  64. Pinaropappus Less.
  65. Pleiacanthus Rydb.
  66. Podospermum DC.
  67. Prenanthella Rydb.
  68. Prenanthes L.
  69. Pterachenia (Benth.) Lipsch.
  70. Pterocypsela C. Shih
  71. Pyrrhopappus DC.
  72. Rafinesquia Nutt.
  73. Reichardia Roth
  74. Rhagadiolus Scop.
  75. Rothmaleria Font Quer
  76. Scolymus L.
  77. Scorzonera L.
  78. Scorzoneroides Moench
  79. Shinnersoseris Tomb
  80. Sonchus L.
  81. Soroseris Stebbins
  82. Spiroseris Rech.f.
  83. Stebbinsoseris K.L. Chambers
  84. Stenoseris C. Shih
  85. Stephanomeria Nutt.
  86. Syncalathium Lipsch.
  87. Takhtajaniantha Nazarova
  88. Taraxacum Weber ex F.H. Wigg.
  89. Thamnoseris F. Phil.
  90. Tolpis Adans.
  91. Tourneuxia Coss.
  92. Tragopogon L.
  93. Uropappus Nutt.
  94. Urospermum Scop.
  95. Warionia Benth. & Coss.
  96. Willemetia Neck.
  97. Youngia Cass.